# Standard BSP
BSP (ang. Billing and Settlement Plan) – oznacza sposób dystrybucji, wystawiania uniwersalnych dokumentów przewozowych (STD) i innych formularzy podlegającym rozliczeniom oraz ich rozliczania pomiędzy przewoźnikami lotniczymi oraz zatwierdzonymi agentami.
Źródło: IATA